# Tyson Ward
Pour les articles homonymes, voir Tyson et Ward.
Tyson Christopher Ward, né le 26 juillet 1997 à Tampa, en Floride, est un joueur américain de basket-ball évoluant au poste d'arrière.

## Biographie

### Carrière universitaire
Entre 2016 et 2020, il joue pour le Bison de North Dakota State à l'université d'État du Dakota du Nord.

### Carrière professionnelle

#### s.Oliver Baskets (2020-2021)
Le 28 juillet 2020, Ward signe son premier contrat professionnel avec l'équipe allemande de s.Oliver Baskets.
Le 18 novembre 2020, automatiquement éligible à la draft 2020 de la NBA, il n'est pas sélectionné.

#### Telekom Baskets Bonn (2021-2023)
Le 29 juin 2021, il signe avec l'équipe allemande du Telekom Baskets Bonn.
Le 15 juin 2022, Ward prolonge son contrat avec Bonn.
Il remporte la ligue des champions 2022-2023 avec Bonn.

#### Paris Basketball (2023-2025)
Le 19 juillet 2023, il signe, en compagnie de quatre autres joueurs du club de Bonn, un contrat avec l'équipe française du Paris Basketball, avec laquelle il remporte la Leader's Cup nationale et l'EuroCoupe, et dont il est l'un des fers de lance avec T. J. Shorts et Nadir Hifi. Le titre européen donne au club le droit de participer à l'Euroligue pour la saison 2024-2025.
À la fin de la saison 2024-2025, Ward est jugé très positivement par L'Équipe, à la fois pour sa présence défensive et sa « justesse » en attaque.

#### Olympiakos (depuis 2025)
En juillet 2025, Ward rejoint l'Olympiakos Le Pirée, champion de Grèce et participant à l'Euroligue 2025-2026.

## Palmarès

### Universitaire
- First-team All-Summit League en 2020

### En club
Paris Basketball :
- Champion de France en 2025
- Vainqueur de la Coupe de France 2025
- Vainqueur de la Ligue des champions 2023
- Vainqueur de la Leaders Cup 2024
- Vainqueur de l'EuroCoupe 2024

## Statistiques

### Universitaires
Les statistiques de Tyson Ward en matchs universitaires sont les suivantes :
| Saison    | Équipe             | Matchs | Titul. | Min./m | % Tir | % 3pts | % LF | Rbds/m. | Pass/m. | Int/m. | Ctr/m. | Pts/m. |
| --------- | ------------------ | ------ | ------ | ------ | ----- | ------ | ---- | ------- | ------- | ------ | ------ | ------ |
| 2016-2017 | North Dakota State | 30     | 0      | 19,2   | 43,8  | 37,1   | 67,9 | 3,13    | 0,97    | 0,60   | 0,10   | 5,77   |
| 2017-2018 | North Dakota State | 32     | 26     | 27,8   | 46,7  | 33,0   | 76,3 | 5,91    | 2,59    | 0,84   | 0,31   | 11,84  |
| 2018-2019 | North Dakota State | 34     | 28     | 27,7   | 48,8  | 32,1   | 74,6 | 6,18    | 2,32    | 0,82   | 0,15   | 12,41  |
| 2019-2020 | North Dakota State | 33     | 33     | 31,0   | 53,0  | 41,0   | 77,8 | 7,15    | 2,79    | 0,70   | 0,61   | 16,94  |
| Carrière  | Carrière           | 129    | 87     | 26,6   | 49,0  | 35,6   | 75,7 | 5,65    | 2,19    | 0,74   | 0,29   | 11,88  |